# 高頭山
高頭山（たかずこやま）は、富山県富山市にある山。標高は1210m。かつては山の中腹にタテヤマスギが自生し、杉のへき板の産地であった。富山の百山の一つ。

## 概要
熊野川源流を取り囲む山稜の先端峰である。
江戸時代の槍ヶ岳の開山の祖であり、一般人にも登山の道を開くため槍ヶ岳に鉄の鎖などをかけるなど、登山の発展に貢献した播隆上人は山麓の旧大山町河内集落出身で、その地に槍ヶ岳開山の祖としての石碑がある。

## 自然
高頭山尾根の1000m緩傾斜地辺りから山頂までの一帯にはブナ林が広がり、森林の下にはユキツバキやシャクナゲ、イワカガミが自生する。

## 登山
駐車場はないが、熊野川沿いに標高400mまで上がったところに整備された登山道が存在する。登山口から山頂までは約3時間。